# Aérospatiale
Аероспасьяль (фр. Aérospatiale) або Сосьєте насьйональ індустріель аероспасьяль (фр. Société nationale industrielle aérospatiale (SNIAS)) — не існуюча на сьогоднішній день французька авіабудівна компанія, яка переважно виготовляла літальні апарати (літаки, вертольоти, супутники, ракети), цивільного, військового і подвійного призначення.

## Історія
Засновна у 1970 шляхом злиття державних об'єднань Sud Aviation, Nord Aviation і Société d'études et de réalisation d'engins balistiques (SÉREB). Новостворена компанія отримала назву Société nationale industrielle aérospatiale або (SNIAS).
З 1971 управлялася Емілем Девуатіном і Бернаром Дюфуром.
У 1978 змінила назву із Société nationale industrielle aérospatiale на Aérospatiale.
У 1991 брала участь у створенні, революційно нового на ті часи, шасі суперкара Bugatti EB110, який був повністю виготовленим з вуглецевого волокна і вирізнявся дивовижною легкістю.
У 1992 Daimler-Benz Aerospace AG (DASA) і Aérospatiale об'єднали свої вертолітні підрозділи з утворенням Eurocopter.
У 1999 об'єдналася з компанією Matra Haute Technologie з утворенням Aérospatiale-Matra.
10 липня 2000 Aérospatiale-Matra увійшла до складу European Aeronautic Defence and Space Company (EADS).
У 2001 ракетне відділення Aérospatiale-Matra було відокремлено від компанії, тоді ж почалася її приватизація.

## Продукція (включаючи спільні проекти)

### Літаки
- ATR 42 (у складі ATR)
- ATR 72 (у складі ATR)
- Avion de Transport Supersonique Futur (не будувався)
- CM.170 Magister
- CM.175 Zephyr
- Aerospatiale-BAC Concorde (разом з British Aircraft Corporation)
- SE 210 Caravelle
- SN 601 Corvette
- TB 30 Epsilon
- Nord 2501 "Noratlas"
- Transall
- Airbus A300
- A300 ZERO G
- A300-600 ST "Belouga"
- Airbus A310
- Airbus A318, A319, A320 et A321
- Airbus A330
- Airbus A340

### Вертольоти

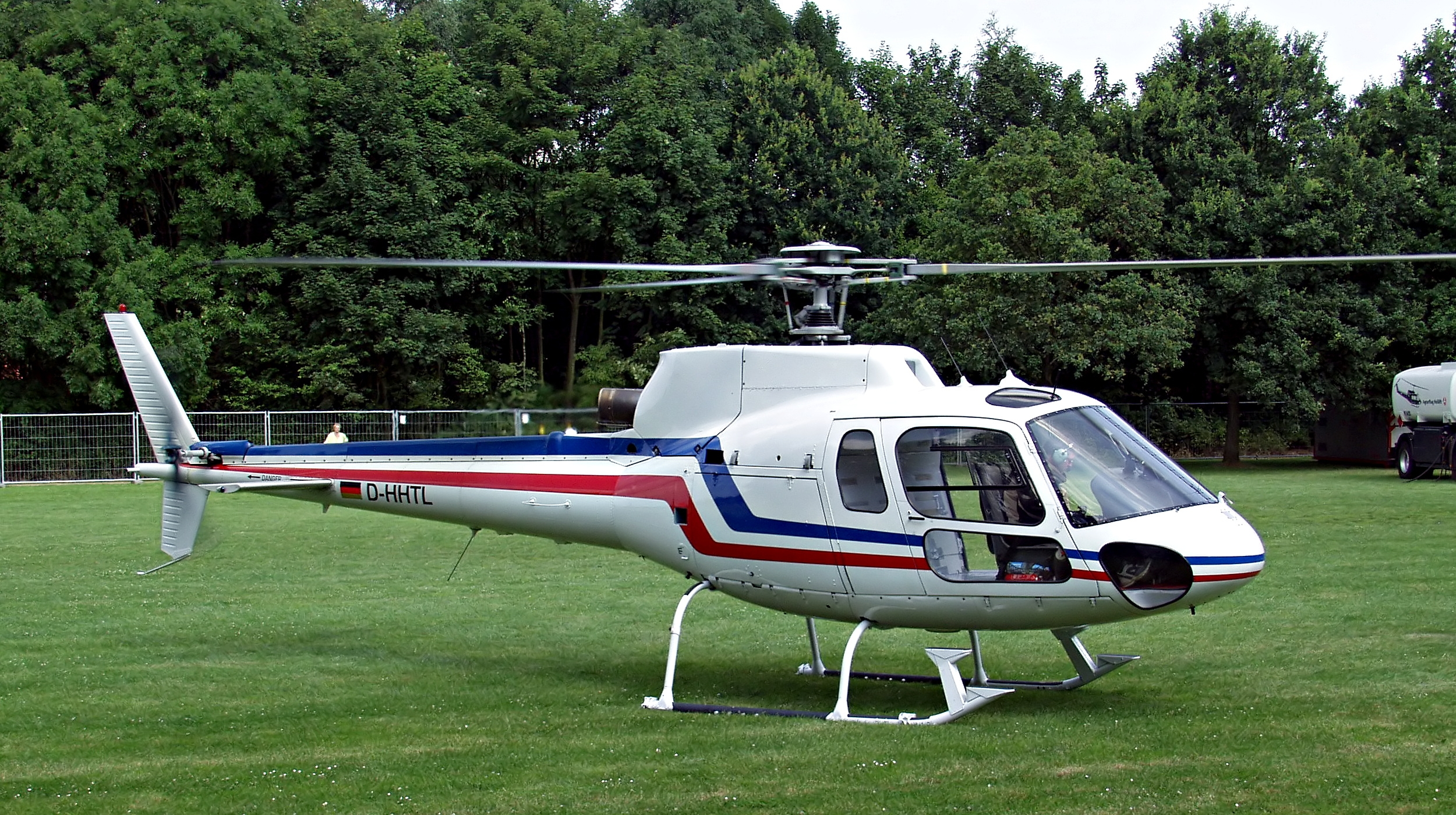
AS350 Ecureuil/AStar
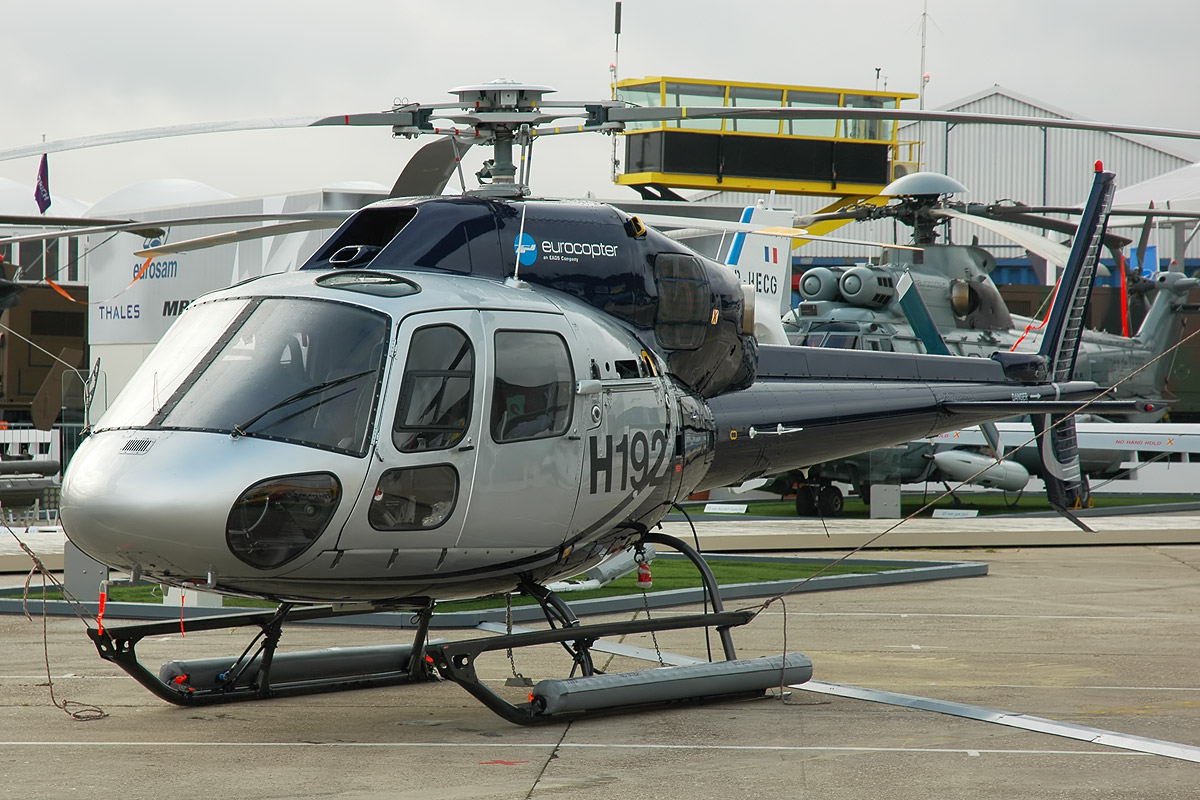
AS355 Ecureuil 2/TwinStar
- AS532 Cougar
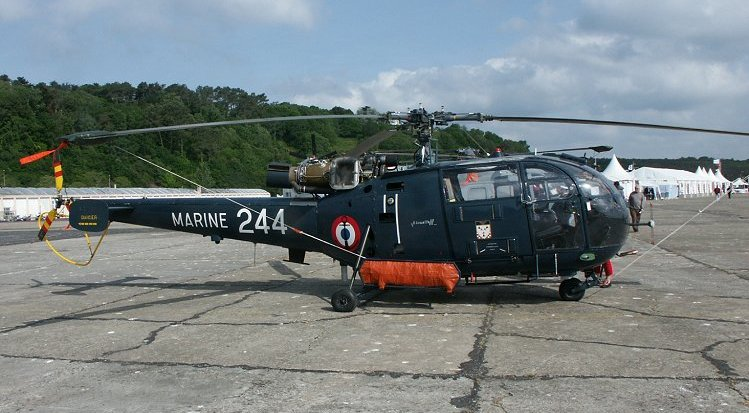
SA 313/SA 318 Alouette II
- SA 315B Lama
- SA 316/SA 319 Alouette III
- SA 321 Super Frelon
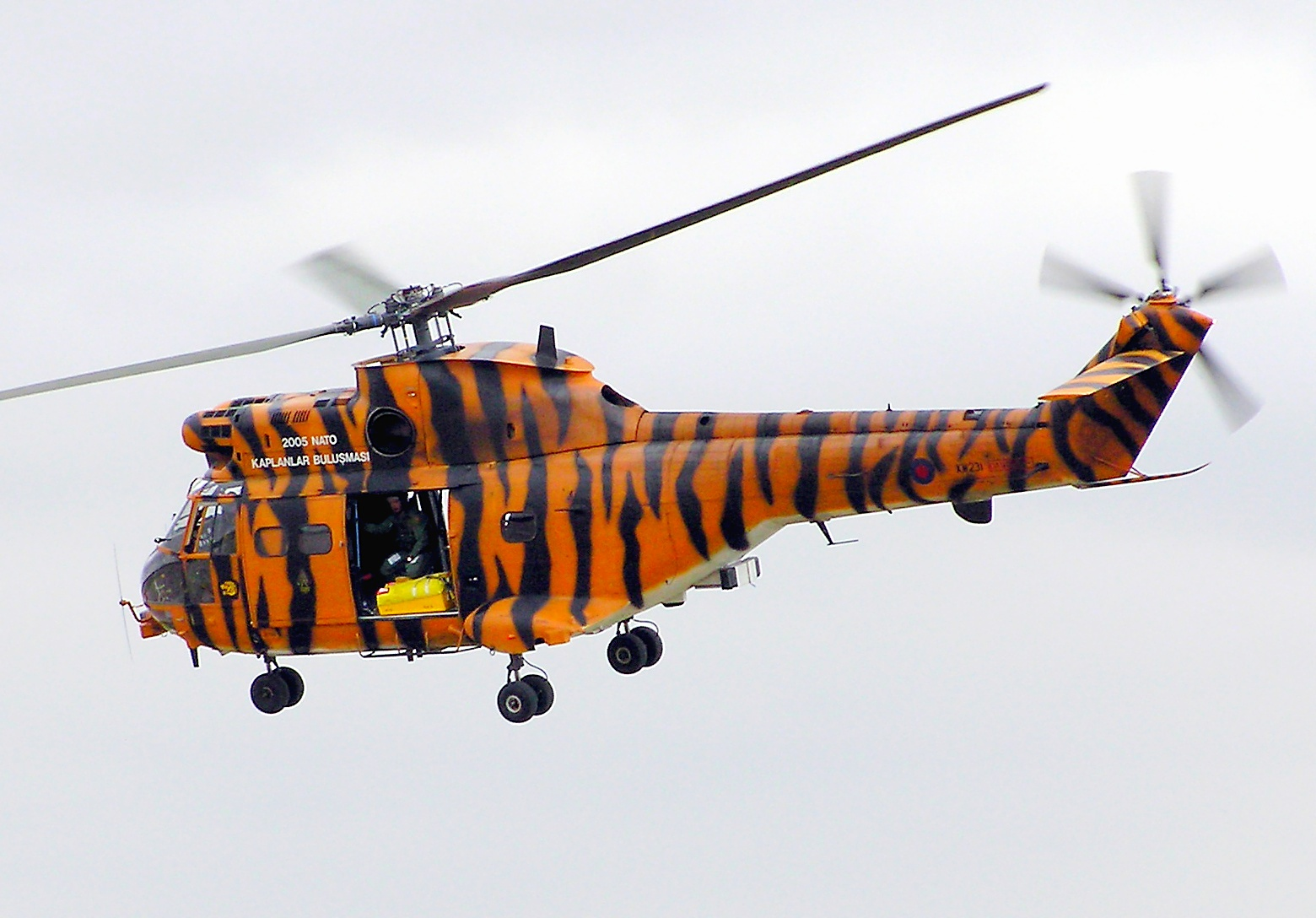
SA 330 Puma
- SA 341/SA 342 Gazelle
- SA 360 Dauphin
- Panther
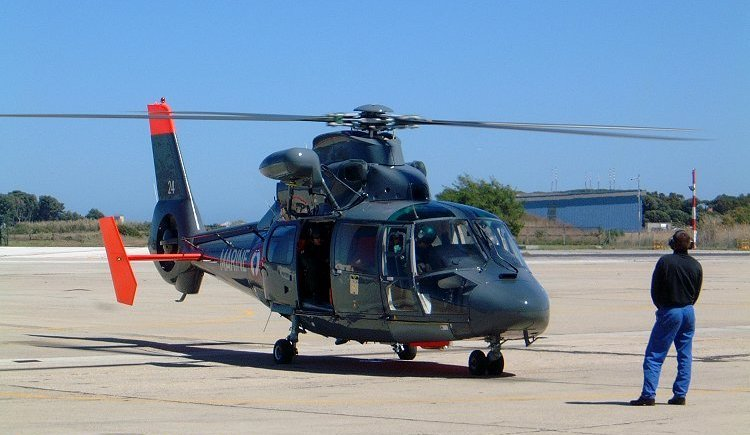
SA 365/AS365 Dauphin 2
- Lynx

### Ракети
- Exocet
- SS 11
- Milan
- Hot
- Eryx
- Roland
- AS 15
- AS 30 та AS 30L
- Apache
- CT 20
- C 22
- CL 289
- ASTER
- Pluton
- Air-Sol Moyenne Portée

### Продукція для аерокосмічної індустрії
- Arabsat (супутник)
- Аріан-5 (ракета)
- Шаттл Hermes (не побудовано)
- Ракета M20
- Ракета M45
- Huygens (зонд)
- Meteosat (супутник)
- Spacebus (супутник)

## Галерея продукції

### Літаки

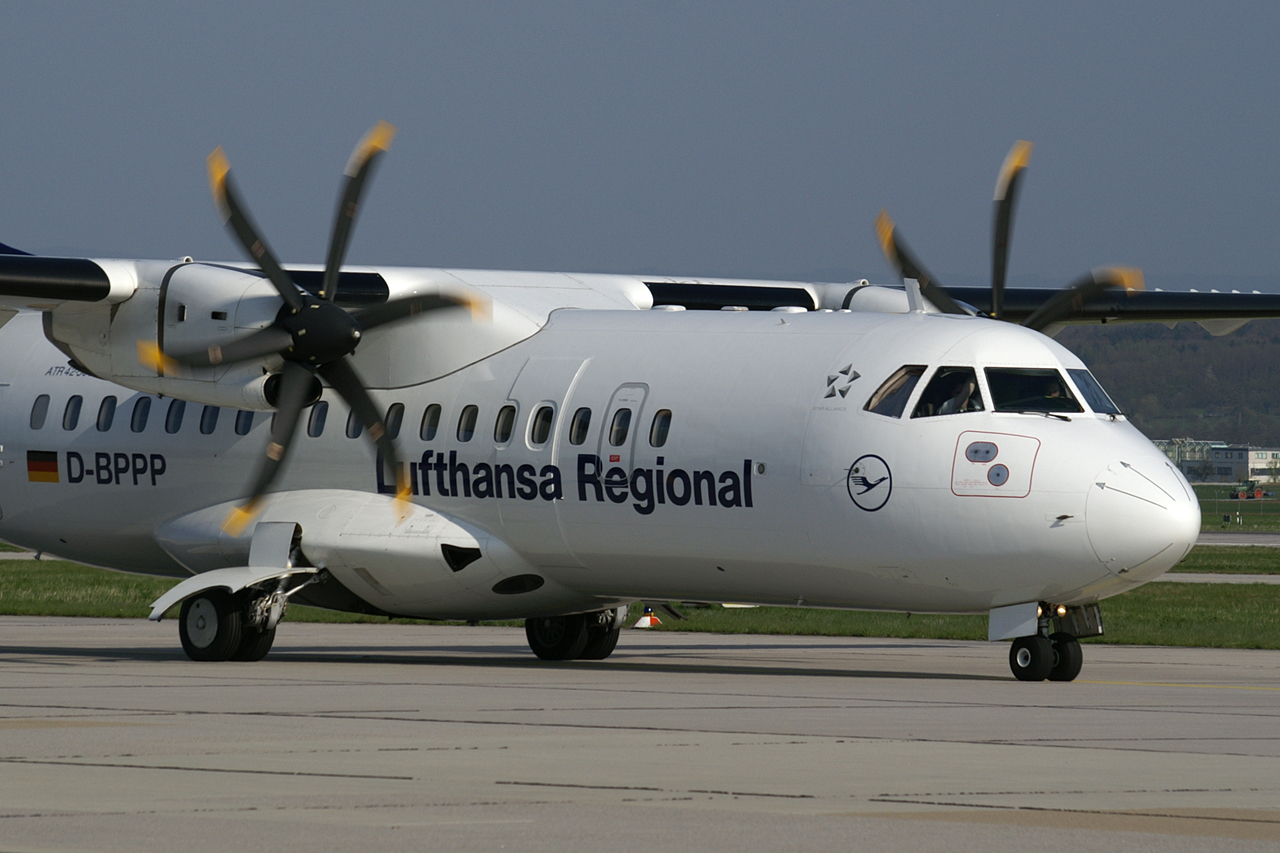
ATR 42
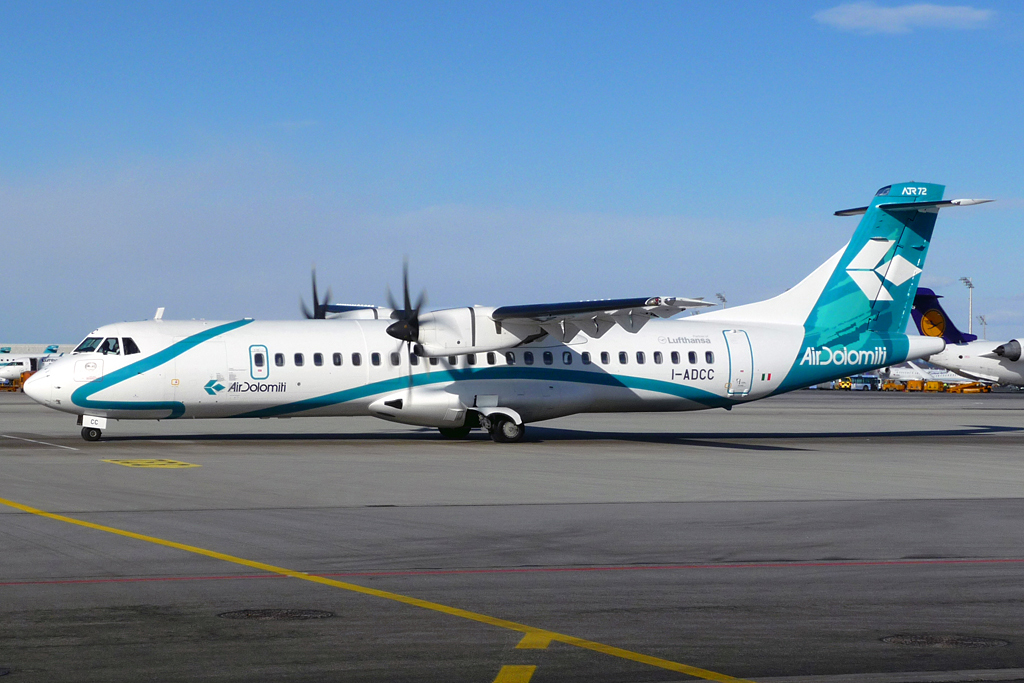
ATR 72
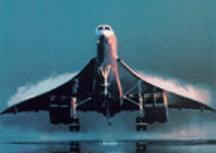
Aerospatiale-BAC Concorde
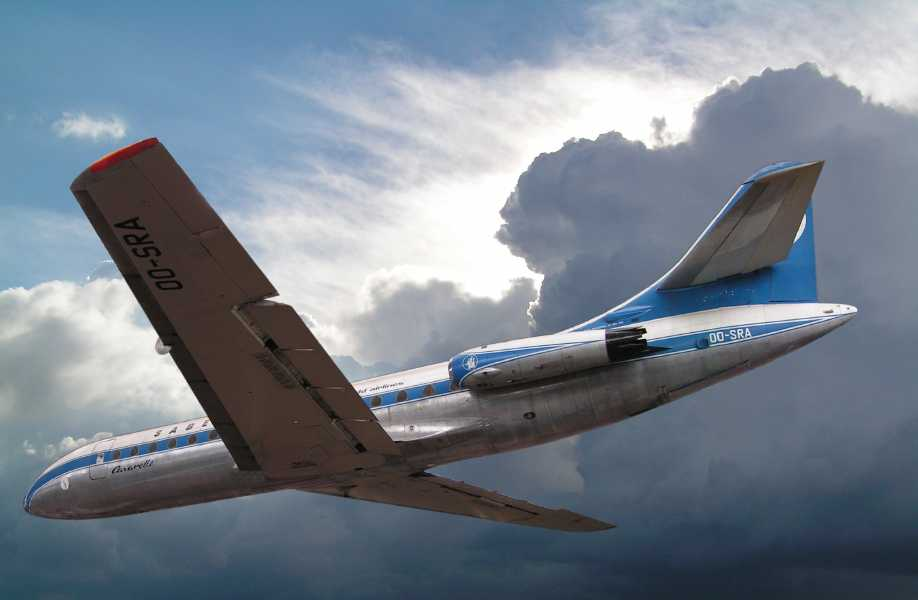
Sud Aviation Caravelle
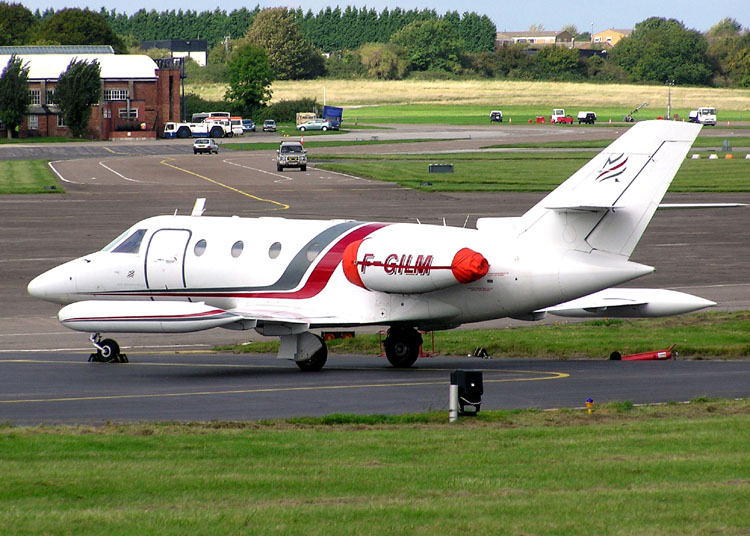
SN 601 Corvette

### Вертольоти
- AS350 Ecureuil/AStar
- AS355 Ecureuil 2/TwinStar
- SA 316/SA 319 Alouette III
- SA 330 Puma
- SA 365/AS365 Dauphin 2

### Пов'язані компанії
- ATR
- Eurocopter
- Airbus
- Arianespace
- MBDA